# Организация Договора Юго-Восточной Азии
СЕА́ТО (англ. SEATO, Seato, фр. OTASE) — Организа́ция Догово́ра Ю́го-Восто́чной А́зии, Организация договора Юго-Восточной Азии (англ. South-East Asia Treaty Organization, фр. Organisation du Traité de l'Asie du Sud-Est, тайск. องค์การสนธิสัญญาป้องกันภูมิภาคเอเชียตะวันออกเฉียงใต้, бенг. সিয়াটো, вьет. Tổ chức Hiệp ước Đông Nam Á), или Манильский пакт (англ. Manila Pact), военно-политический блок стран Азиатско-Тихоокеанского региона, существовавший в 1955—1977 годах.

## Заключение Манильского пакта

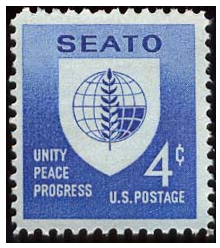
Почтовая марка США с изображением эмблемы и девиза СЕАТО.

Договор Коллективной Защиты Юго-Восточной Азии (Договор Юго-Восточной Азии, англ. Southeast Asia Collective Defense Treaty), или Мани́льский догово́р (Мани́льский пакт) о создании организации СЕАТО был подписан 8 сентября 1954 года. 2 декабря 1954 года ратификационную грамоту внёс Таиланд. 1 февраля 1955 года его ратифицировал Сенат США, а 4 февраля подписал Президент США. В итоге, 19 февраля 1955 года ратификационные грамоты внесли все остальные страны, подписавшие документ, однако официально организация СЕАТО появилась в 1956 году.

## Символика СЕАТО
В 1959 году у СЕАТО появились свои флаг и эмблема.
Девиз СЕАТО: единство, мир, прогресс (англ. Unity, Peace, Progress).

## Состав СЕАТО
В СЕАТО входили:
- Австралия,
- Великобритания,
- Новая Зеландия,
- Пакистан (до 1972),
- США,
- Таиланд (до 1975),
- Филиппины,
- Франция (до 1974).

Партнёрами СЕАТО по диалогу были:

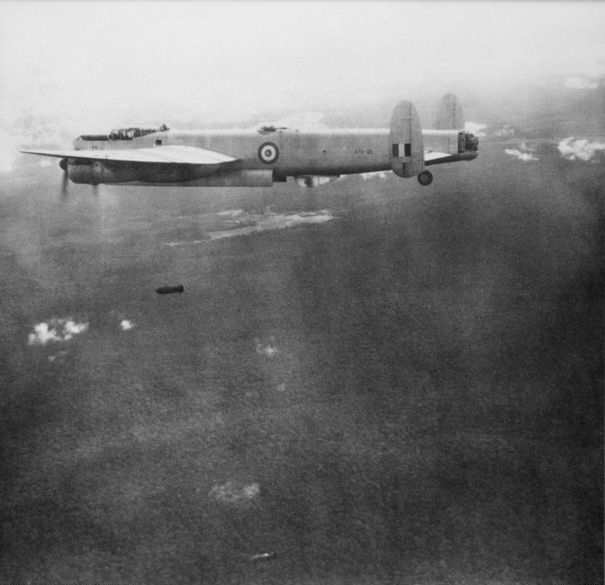
Австралийский бомбардировщик «Авро Линкольн» бомбит позиции малайских партизан, 1950 г.

- Южная Корея (Республика Корея)
(отправляла войска во Вьетнам),
- Южный Вьетнам (Республика Вьетнам)
(на момент подписания договора входил во Французский Союз вместе с Камбоджей, в 1975 году Республика Вьетнам прекратила своё существование),
- Королевство Лаос.

## Цели и принципы СЕАТО

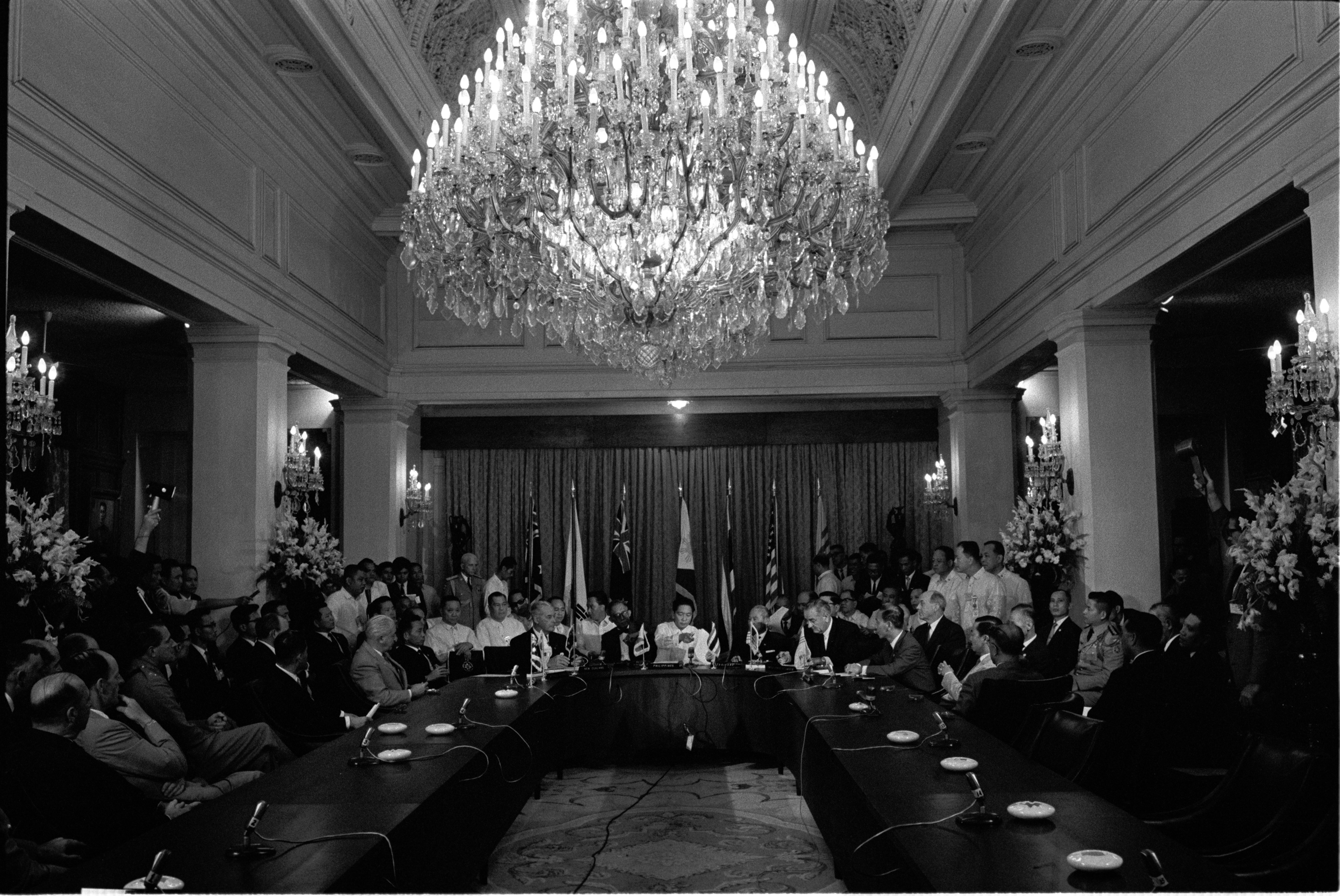
Конференция СЕАТО в Маниле.

Созданная по инициативе США военно-политическая группировка была, по сути, направлена на борьбу против национально-освободительных (главным образом коммунистических и иных прогрессивных) движений в Юго-Восточной Азии. Фактически, в отличие от НАТО, нападение на одного из участников договора СЕАТО автоматически не считалось нападением на остальных, следовательно, каждый участник мог эффективно заблокировать любое коллективное действие СЕАТО. Однако, в соответствии с Манильским договором (статья 4) участники СЕАТО обязались в случае вооружённой «агрессии» «в районе, охватываемом договором», против кого-либо из них «действовать для преодоления этой общей опасности соответственно со своими конституционными процедурами» и консультироваться в случае возникновения «угрозы агрессии». Манильский договор мог быть распространён и на другие страны, так как согласно статье 8 этого договора в зону действия СЕАТО входил «общий район Юго-Восточной Азии», в том числе все территории азиатских договаривающихся сторон, и «общий район юго-западной части Тихого океана, не включая районы Тихого океана севернее 21 градуса 30 минут северной широты». Вопреки решениям Женевского совещания 1954 года о принципах политического урегулирования во Вьетнаме, Лаосе и Камбодже и об уважении их суверенитета, участники совещания в Маниле подписали дополнительный протокол, распространявший действие Манильского договора на Южный Вьетнам, Лаос и Камбоджу.

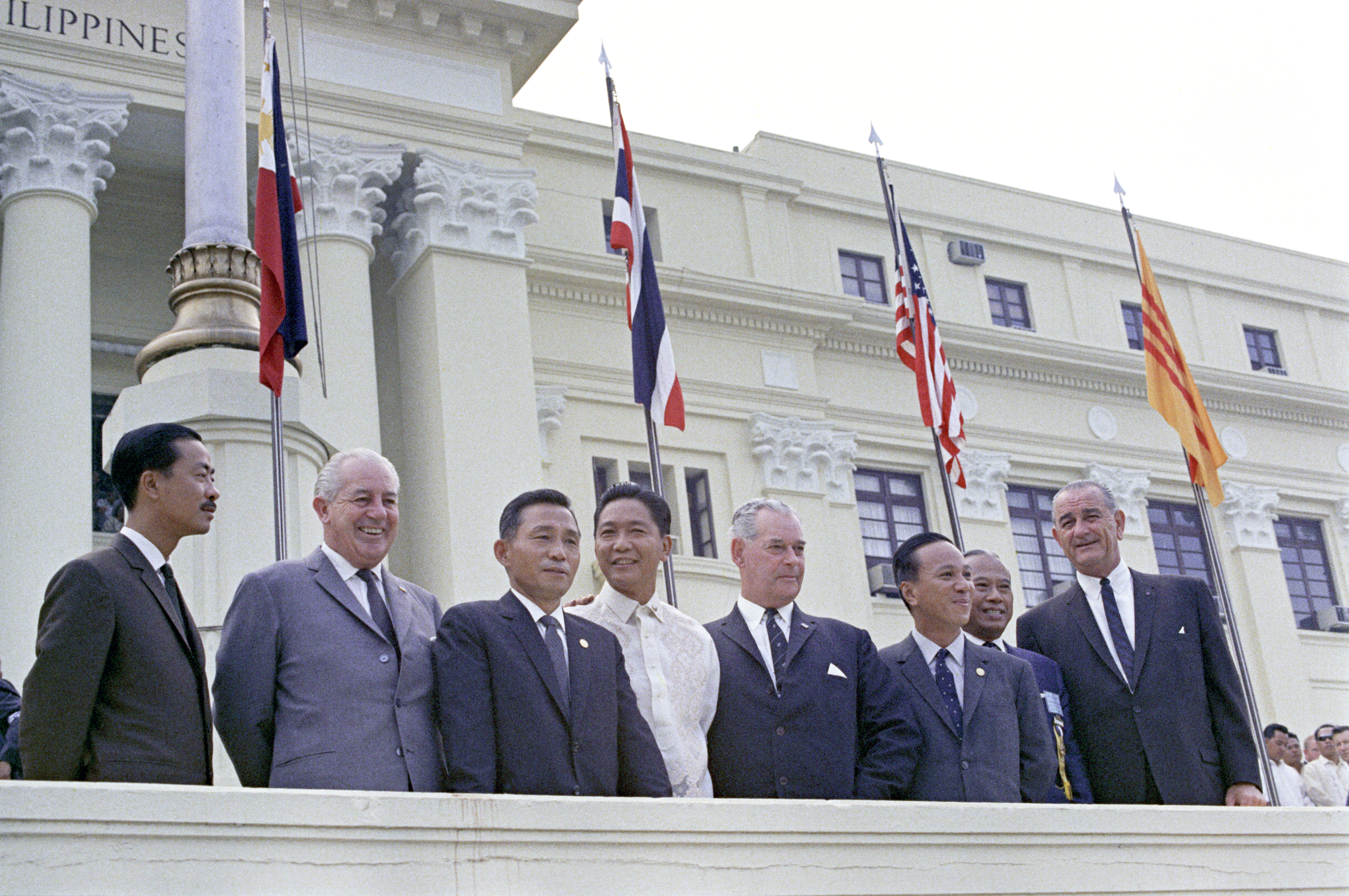
Лидеры стран-членов и партнёров СЕАТО на фоне здания филиппинского конгресса и флагов участников блока, Манила, 24 октября 1966 года; на фото слева направо: премьер-министр Республики Вьетнам Нгуен Као Ки, премьер-министр Австралийского Союза Гарольд Холт, президент Республики Корея Пак Чон Хи, президент Республики Филиппины Фердинанд Маркос, премьер-министр Новой Зеландии Кит Холиок, президент Республики Вьетнам Нгуен Ван Тхиеу, премьер-министр Королевства Таиланд Таном Киттикачон, президент США Линдон Джонсон.

## Организационная структура СЕАТО
Высшим органом СЕАТО являлся Совет министров, сессии которого проводились ежегодно. Постоянным органом был Совет уполномоченных во главе с руководителем организации — генеральным секретарём. Совету министров подчинялся Комитет военных советников («Комитет военного планирования»). В реальности же, в отличие от НАТО, в СЕАТО не было объединённого командования. Штаб-квартира находилась в Бангкоке (Таиланд). В рамках СЕАТО проводились военно-морские, военно-воздушные и сухопутные манёвры.
Список генеральных секретарей СЕАТО:
| Период    | Имя                  | Гражданство          |
| --------- | -------------------- | -------------------- |
| 1957—1963 | Поте Сарасин         | Королевство Таиланд  |
| 1963—1964 | Уильям Уорт          | Австралийский Союз   |
| 1964—1965 | Контхи Суфамонгкхон  | Королевство Таиланд  |
| 1965—1972 | Хесус Варгас         | Республика Филиппины |
| 1972—1977 | Сунтхорн Хонгладаром | Королевство Таиланд  |

## Начало деятельности блока

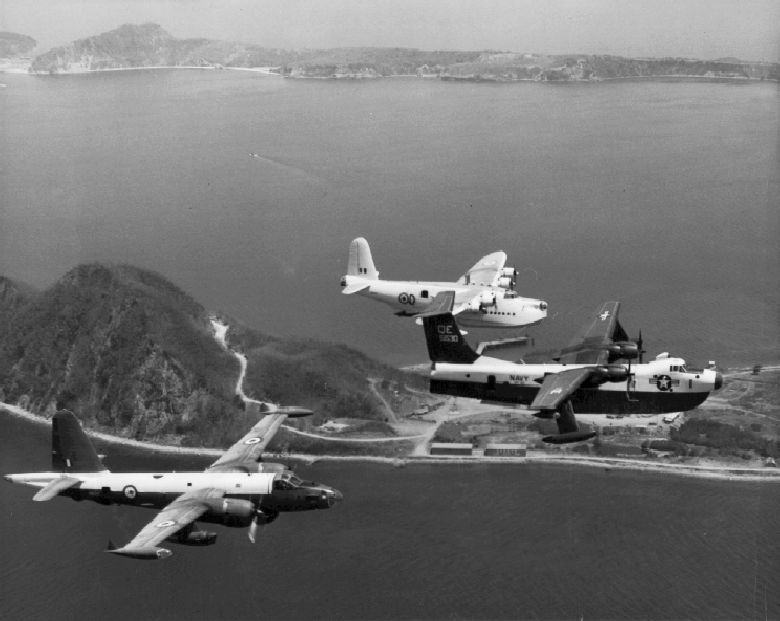
Австралийский (Lockheed SP-2H Neptune), американский (P-5B Marlin) и новозеландский (Short Sunderland MR.5) самолёты морского патрулирования на учениях СЕАТО, Манильский залив, 1963 год.

Блок поддержал вмешательство США в гражданскую войну во Вьетнаме, но уже вскоре после начала активного вмешательства (1965 год) в организации стали обнаруживаться признаки кризиса, связанного с обострением противоречий между её участниками, а позднее и с начавшимся процессом ослабления международной напряжённости.
С самого момента подписания договора интерес Франции постоянно уменьшался. Франция с 1965 года перестала участвовать в сессиях Совета, затем отказалась от участия в военной деятельности СЕАТО, а в 1973 году заявила о прекращении с 30 июня 1974 года финансового участия в организации, таким образом окончательно покинув ряды её членов.
Заинтересованность в членстве Великобритании в СЕАТО была большей, однако стала снижаться после предоставления независимости Малайе в 1957 году, создания в 1963 году из Малайи, Сингапура, Сабаха (Северного Борнео) и Саравака Федерации Малайзии, но, в особенности, после индонезийско-малайзийского конфликта в 1963—1966 годах.

## Роспуск СЕАТО

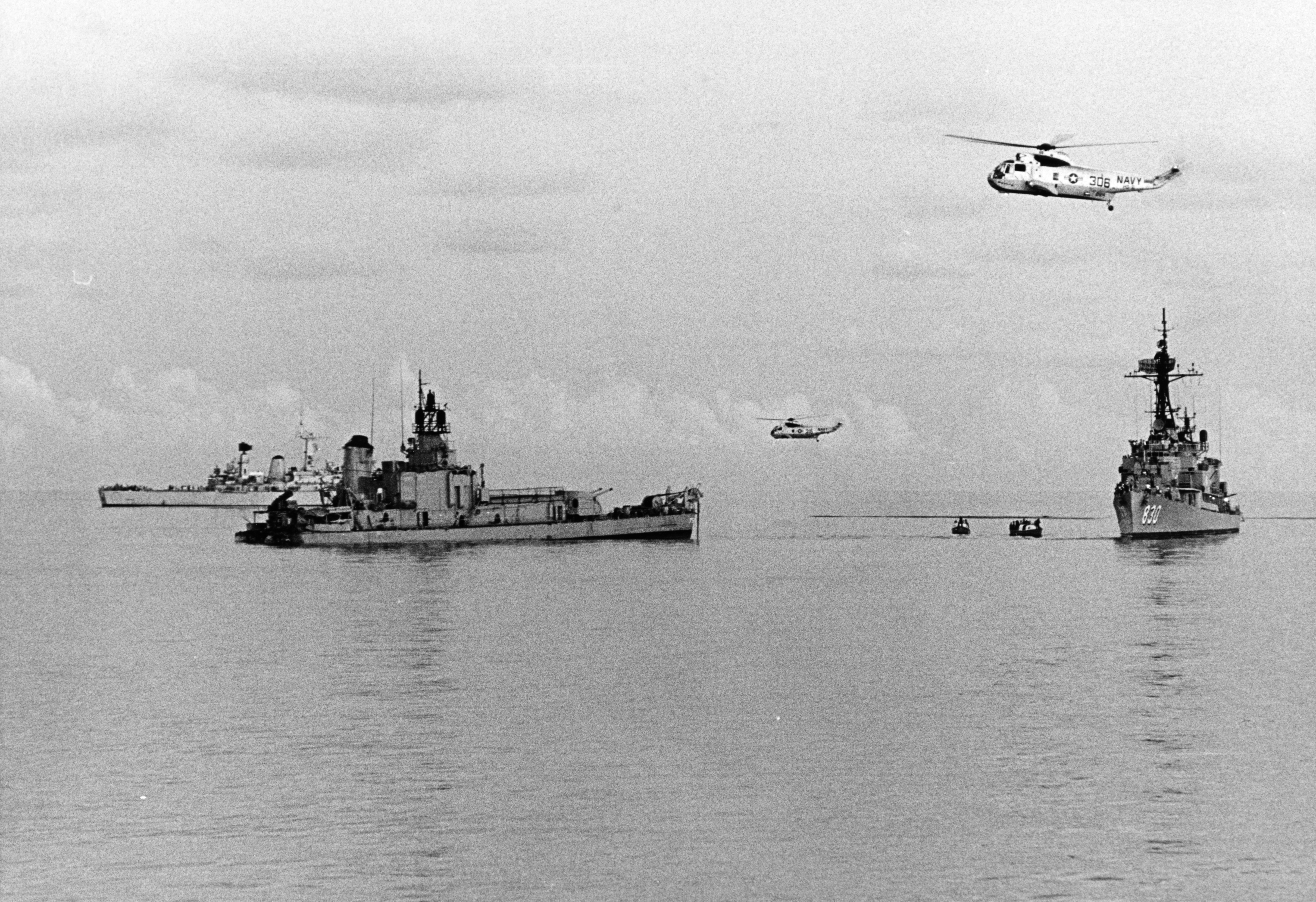
Эсминец США «Франк Эванс» после столкновения с австралийским лёгким авианосцем «Мельбурн» во время учений СЕАТО «Морской дух» в Южно-Китайском море 3 июня 1969 года, в результате трагедии погибло 74 члена команды корабля США

Отделение в 1971 году от Пакистана его восточной части и провозглашение на этой территории независимой Народной Республики Бангладеш лишило Исламабад смысла участвовать в организации, и 7 ноября 1972 года Пакистан вышел из СЕАТО. После вывода американских войск из Вьетнама авторитет СЕАТО резко упал. Снижение заинтересованности в договоре было вызвано тем, что СЕАТО оказался не в состоянии быть эффективным как организация коллективной безопасности.

В 1975 году блок официально покинул Таиланд, что произошло во многом из-за прихода к власти в остальных странах Индокитая коммунистов (победа Северного Вьетнама над Южным, приход к власти в Кампучии «красных кхмеров» в апреле 1975 года, свержение коммунистическими повстанцами монархии в Лаосе в декабре того же года).

В обстановке общего укрепления позиций коммунистических сил в Юго-Восточной Азии, Совет министров СЕАТО принял решение (сентябрь 1975 года) о подготовке к роспуску этой организации по взаимному согласию стран-участниц. В 1976 году было объявлено о воссоединении Вьетнама, а 30 июня 1977 года СЕАТО была формально распущена.